# 藤田直之
藤田直之（1987年6月22日—），日本足球運動員，現效力日職球隊鳥栖砂岩，前日本國家足球隊成員。

## 俱樂部生涯
2010年自福冈大学毕业后加盟鸟栖砂岩，2016年加盟神户胜利船，本赛季日职出场29次进2球。
大阪樱花官方宣布，神户胜利船中场藤田直之转会加盟。
9月9日，大阪樱花主场对阵札幌冈萨多，开场仅6分钟，藤田直之抓住对方后卫传球失误，断球之后直塞给前场无人防守的奥野博亮，后者单刀球面对门将冷静推射得手，攻入了大阪樱花日职第1000球。

## 國家隊生涯
7月30日，日本国家队参加的2015年东亚杯比赛。效力于浦和红钻的日本国家队中场柏木阳介因为左脚内侧受伤，被鸟栖砂岩前卫藤田直之所代替。

## 外部連結
- Profile at Vissel Kobe （页面存档备份，存于）
- 日本職業足球聯賽中的藤田直之 （日語）